# Ponta da Piedade
A Ponta de Piedade é um acidente geográfico perto da cidade de Lagos, na região do Algarve, em Portugal. É composta por um cabo rodeado por várias formações rochosas do tipo falésia, com até cerca de 20 m de altura, sendo um dos pontos turísticos de maior interesse turístico da região.

## Descrição
A Ponta da Piedade é um dos principais pontos turísticos, tanto no concelho de Lagos como a nível regional, possuindo um valioso conjunto de património histórico, natural, paisagístico e geológico.
No local, é possível visitar as diversas grutas existentes, garantido uma experiência turística agradável e única.
- Acesso por terra: a partir do Farol da Ponta da Piedade e depois a pé através de escadas esculpidas nas encostas.
- Acesso pelo mar: na marina de Lagos são oferecidas excursões para a Ponta da Piedade em barco à vela ou em pequenos barcos de pesca.

O topo da falésia, no cabo da Ponta da Piedade, atinge cerca de 40 m de altura.

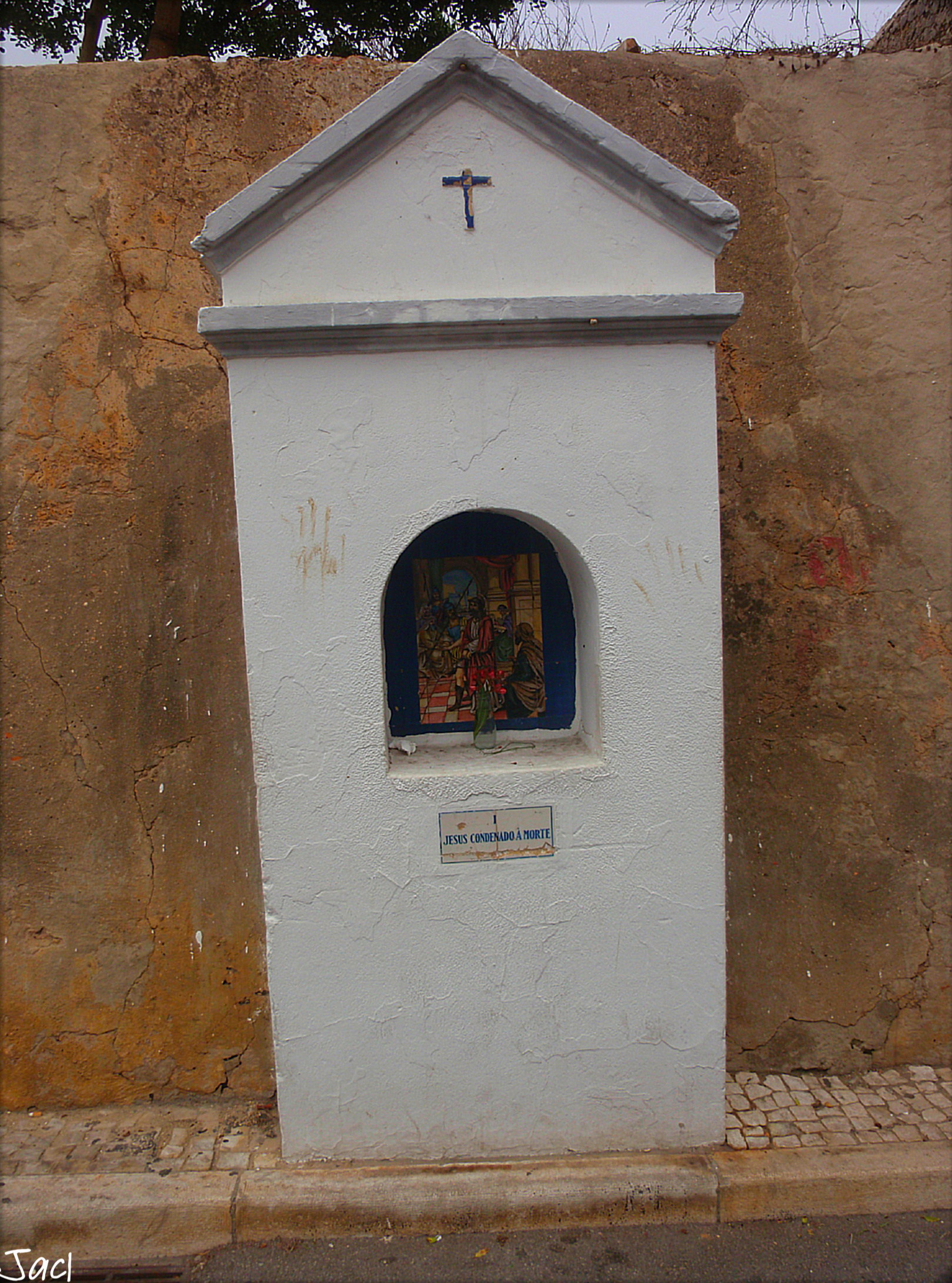
Primeira estação da Via Sacra até à Ponta da Piedade, situada junto a uma das antigas portas de Lagos.

## História

### Formação e ocupação primitiva
As formações rochosas foram formadas a partir da erosão marinha, sendo o terreno composto principalmente por rochas formadas há cerca de 20 a 7 milhões de anos, durante o período Miocénico, quando toda a zona estava ainda coberta pelas águas do mar, com a faixa costeira vários quilómetros para o interior. O promontório apresenta um grande potencial paleontólogo, tendo sido descobertos dentes de grandes tubarões, vestígios de várias espécies extintas de peixes, e fósseis de corais.
Desde tempos remotos que a Ponta da Piedade teve uma função cultural e religiosa, tendo sido considerado como um local sagrado devido à sua ligação ao oceano. Com efeito, a ocupação humana no promontório pode ser muito antiga, tendo sido recolhidas peças da Idade do Bronze no terreno, enquanto que em meio subaquático foram descobertos vestígios do período romano, como ruínas, uma base de uma coluna, e moedas.

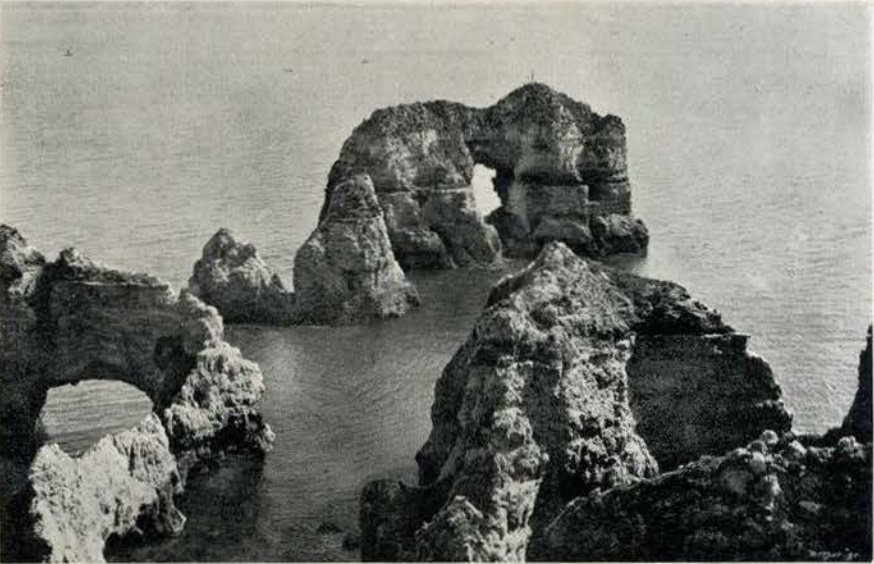
Fotografia das formações rochosas na Ponta da Piedade, publicada na revista Brasil - Portugal em 1903.

### Séculos XVI a XX
No Século XVI foi construída uma ermida dedicada a Nossa Senhora da Piedade, embora tenham sido encontrados indícios de edifícios anteriores no local. Uma das principais reminiscências da importância religiosa da Ponta da Piedade é um percurso cerimonial desde a cidade de Lagos, conhecido como Via Sacra, permanecendo ainda os marcos das estações da cruz. O cabo também teve uma grande importância como ponto de vigilância e defesa da costa, tendo ali sido instalada uma bateria militar em 1663, que foi reconstruída na segunda metade do Século XVIII e encerrada em 1821. Posteriormente, a ermida foi demolida para a instalação do farol, cujas obras decorreram entre 1912 e 1913.

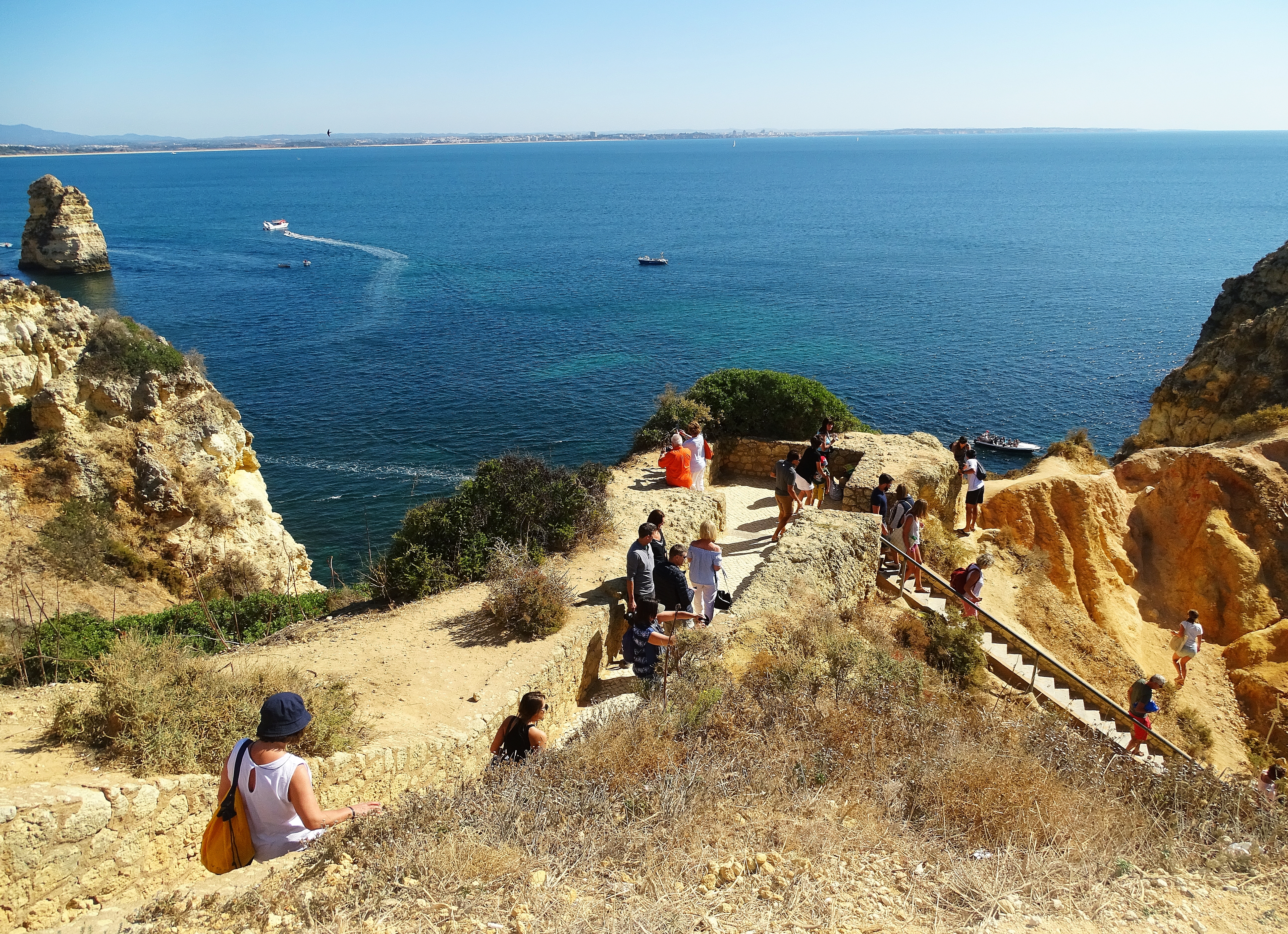
Miradouro nas arribas da Ponta da Piedade, com um passadiço de madeira à direita.

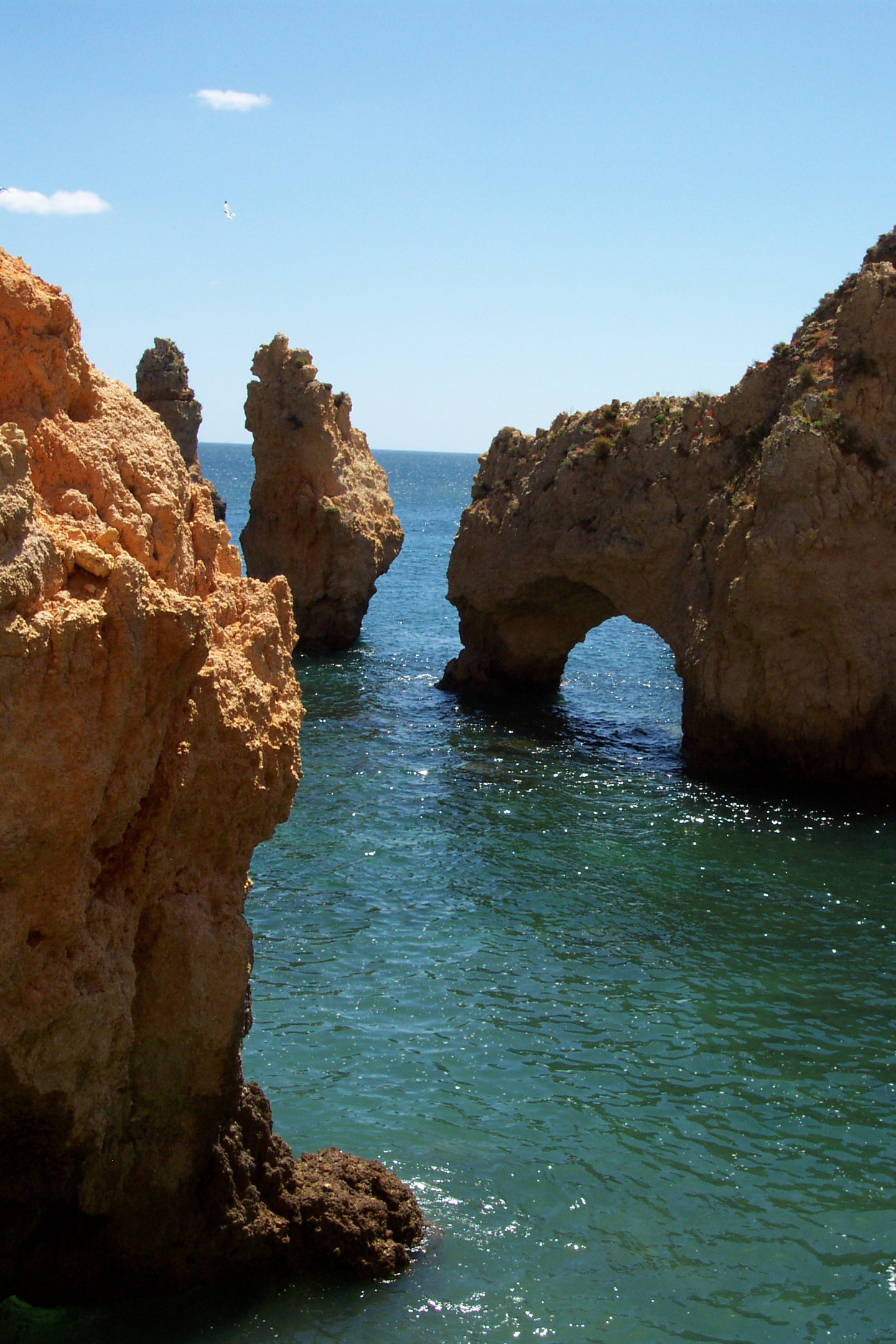
Falésias na Ponta da Piedade, com um arco natural.

### Século XXI
Em 2012, a Câmara Municipal de Lagos lançou um programa para a conservação e requalificação da zona da Ponta da Piedade, com a instalação de vários caminhos definidos para os visitantes, mas as obras não chegaram a avançar devido a problemas financeiros, tanto a nível nacional como local. A iniciativa foi retomada pela autarquia na segunda metade da Década de 2010, tendo sido organizada em duas fases, a primeira incidindo sobre o lanço entre o Canavial e a Ponta da Piedade, com cerca de dois quilómetros, enquanto que a segunda iria corresponder à faixa costeira desde aquele ponto até às Praias do Pinhão ou de Dona Ana. A primeira fase envolveu a plantação de pinheiros, a organização dos percursos e a instalação de equipamentos de apoio aos visitantes, como zonas de estadia, miradouros e painéis de informação. Durante as obras foram encontrados vários problemas, como modificações geológicas provocadas pela erosão aquática, que levaram a várias alterações no plano original e à criação de uma segunda empreitada, durante a qual foram instalados vários passadiços sobre no terreno, e modificados e expandidos os percursos, com a correspondente sinalização. Como parte deste processo foi montado um sistema inovador de contagem automática dos visitantes, capaz de diferenciar os ciclistas dos peões. A primeira fase estava quase concluída em Agosto de 2018, tendo custado mais de 32 mil Euros. Nesta altura, já tinha sido adjudicada a segunda fase da obra, no valor de 74 mil Euros, que além de melhorar os acessos entre o cabo e a Praia do Pinhão, também iria contemplar as vias pedestres e rodoviárias até à cidade de Lagos, e fazer uma homenagem a Sophia de Mello Breyner Andresen, que ficou ligada à cidade de Lagos e à Ponta da Piedade. A escritora passava normalmente as suas férias em Lagos, onde tinha uma habitação, e visitava regularmente as grutas na Ponta da Piedade, às quais fez uma referência na sua obra As Grutas - Obra Poética II - Livro Sexto. Como resultado da sua dedicação ao local, uma das grutas recebeu o nome de Gruta de Sophia. Em 2017, a autarquia também planeou a instalação de um centro de interpretação dedicado a Sophia de Mello Breyner Andresen na Ponta da Piedade, que além de informar o público sobre a escritora, também iria dar informação sobre a biodiversidade no promontório.
Porém, as intervenções decorrentes da primeira fase estiveram envoltas em polémica, tendo os partidos da oposição em Lagos exigido a «paragem imediata das obras». Em causa estava a instalação dos passeios entre o farol e a Praia do Canavial que foram feitos ao nível do solo, com gravilha e betão, enquanto que os restantes lanços tinham sido instalados com recurso a passadiços. Os críticos ao plano da autarquia apontaram que a utilização de passeios em vez de passadiços não iria criar barreiras físicas que impedissem os utilizadores de sair dos percursos definidos, pelo que iriam continuar a ter acesso a locais potencialmente perigosos, além da circulação aumentar o risco de erosão do solo, numa área de grande sensibilidade.
Em Dezembro de 2019, a autarquia de Lagos aprovou um acordo de colaboração com a Rota Vicentina – Associação para a Promoção do Turismo de Natureza na Costa Alentejana e Vicentina, no sentido de integrar os caminhos entre Burgau e Lagos, passando pela Ponta da Piedade e pela Praia da Luz, na rota Trilho dos pescadores, uma rota pedonal com cerca de 226,5 Km que corre parte da faixa litoral alentejana e algarvia. Em Agosto de 2020, a Administração dos Portos de Sines e do Algarve estava a planear uma operação de dragagem no canal do Porto de Portimão, sendo depois parte das areias recolhidas aplicadas em várias praias da zona, incluindo a da Ponta da Piedade.
Em 2015, uma equipa de especialistas em viagens do jornal on-line The Huffington Post percorreu dez praias em vários pontos turísticos do planeta, tendo a da Ponta da Piedade sido eleita pela colaboradora Suzy Strutner como a sua preferida, devido à sua beleza natural, com as formações rochosas. Em 2020, a editora de guias de viagem Lonely Planet destacou a Ponta da Piedade como uma das dez maravilhas naturais em Portugal.

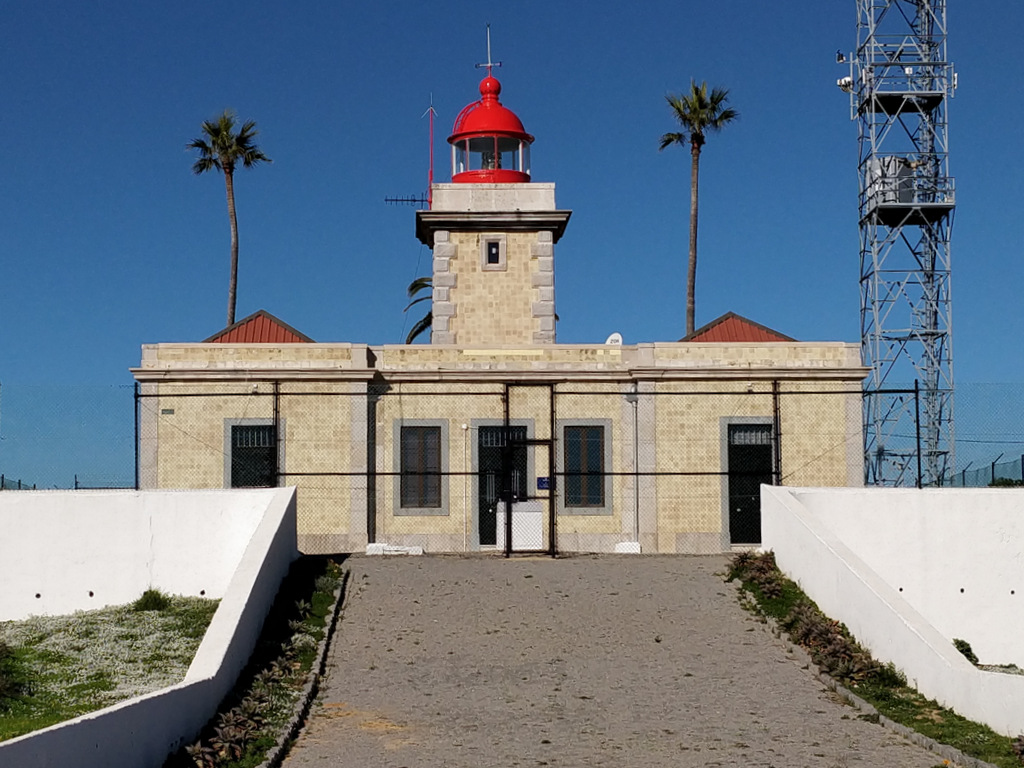
Farol da Ponta da Piedade.